# Tellatlas
Tellatlas (arabiska:  الأطلس التلي) är en bergskedja i Atlasbergen längs kusten mot Medelhavet. Huvuddelen ligger i Algeriet, men delar av bergskedjan sträcker sig också in i Marocko och Tunisien. Längre västerut längs kusten övergår bergen i Rifbergen, som inte räknas till Atlasbergen.